# Cannelburg (Indiana)
Cannelburg es un pueblo ubicado en el condado de Daviess en el estado estadounidense de Indiana. En el Censo de 2010 tenía una población de 135 habitantes y una densidad poblacional de 275,79 personas por km².

## Geografía
Cannelburg se encuentra ubicado en las coordenadas 38°40′4″N 86°59′50″O / 38.66778, -86.99722. Según la Oficina del Censo de los Estados Unidos, Cannelburg tiene una superficie total de 0.49 km², de la cual 0.49 km² corresponden a tierra firme y (0%) 0 km² es agua.

## Demografía
Según el censo de 2010, había 135 personas residiendo en Cannelburg. La densidad de población era de 275,79 hab./km². De los 135 habitantes, Cannelburg estaba compuesto por el 99.26% blancos, el 0% eran afroamericanos, el 0% eran amerindios, el 0% eran asiáticos, el 0% eran isleños del Pacífico, el 0% eran de otras razas y el 0.74% pertenecían a dos o más razas. Del total de la población el 0.74% eran hispanos o latinos de cualquier raza.